# Yes, Norman Productions
Yes, Norman Productions ist ein amerikanisches Fernsehproduktionsunternehmen, das von Kaley Cuoco als CEO und Suzanne McCormack als Senior Vice President geleitet wird.

## Geschichte

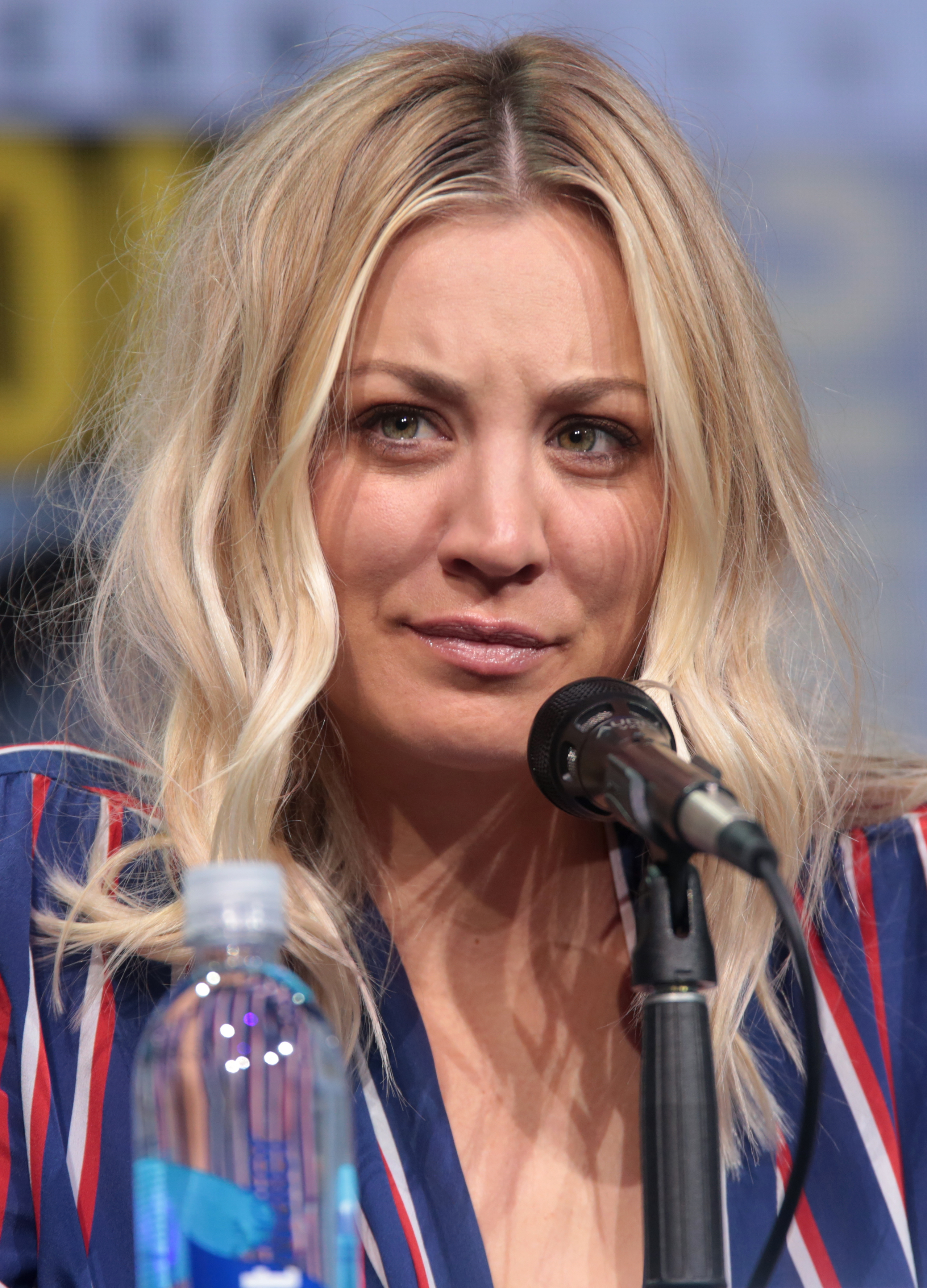
Kaley Cuoco, Gründerin des Unternehmens (2017)

Yes, Norman Productions wurde im Oktober 2017 in Beverly Hills, Kalifornien gegründet und erhielt bald einen exklusiven Mehrjahresvertrag mit Warner Bros. Television für die Produktion von Fernsehserien. Durch die Vereinbarung erwarb das Unternehmen die Rechte an dem von Chris Bohjalian verfassten Buch The Flight Attendant. Basierend auf dem Buch entstand eine gleichnamige Fernsehserie mit Cuoco in der Hauptrolle. Greg Berlanti (Berlanti Productions) arbeitet häufig als ausführender Produzent mit dem Unternehmen zusammen.
Im August 2018 trat Suzanne McCormack als Senior Vice President in das Unternehmen ein und überwacht die Entwicklung und Produktion der Fernsehserien. Im Oktober 2018 beteiligte sich das Unternehmen an der Produktion einer Zeichentrickserie für Erwachsene, Harley Quinn mit der von Cuoco synchronisierten Titelfigur Dr. Harleen Quinzel/Harley Quinn, die auch als ausführende Produzentin mitwirkte.
Im Juli 2019 ging das Unternehmen einen zweijährigen First-Look-Vertrag mit Warner Bros. Television ein und übernahm The Flight Attendant von HBO Max. Im August 2019 wurde bekannt gegeben, dass das Unternehmen die Fernsehserie Pretty produzieren würde, die von Lindsey Kraft und Santina Muha geschrieben wurde und in der Kraft die Hauptrolle spielt. Am 29. November 2019 feierte Harley Quinn Premiere auf DC Universe mit der Premiere der zweiten Staffel am 3. April 2020 und einer dritten Staffel, die am 18. September 2020 angekündigt wurde, zusammen mit der Ankündigung, dass die Show zu HBO Max wechseln würde, nach der Umstrukturierung von DC Universe.
Im November 2020 wurde bekannt gegeben, dass das Unternehmen eine Live-Action-Serie namens America's Sweetheart von den Entwicklern von Harley Quinn für Apple TV+ produzieren wird, aber die Serie wechselte später zu HBO Max. Am 26. November 2020 wurde The Flight Attendant auf HBO Max uraufgeführt und im Dezember 2020 wurde die Serie um eine zweite Staffel verlängert.
In einem Interview mit Variety im Februar 2021 sagte Cuoco, dass ihr Unternehmen die rechte an einer limitierten Serie über das Leben der Schauspielerin, Sängerin und Tierschützerin Doris Day erwirbt. Im März 2021 wurde bekannt gegeben, dass das Unternehmen eine limitierte Serie über Doris Day produzieren und entwickeln würde, die auf der Biografie Doris Day: Her Own Story von A. E. Hotchner von 1976 basiert. Cuoco wird Doris Day in der Serie spielen und zusammen mit Greg Berlanti von Berlanti Productions als ausführender Produzent arbeiten.
Im Mai 2021 erwarb das Unternehmen die Rechte an A Season With Mom, nach einem Buch der Autorin Katie Russell Newland und einem Vorwort des ehemaligen American-Football-Quarterbacks Peyton Manning. Ebenfalls im Mai 2021 unterzeichnete das Unternehmen einen dreijährigen First-Look-Produktionsvertrag mit den Warner Bros. Television Studios.

## Produktion
|                    | Titel                      | Spezies                                   | Schöpfer                                       | Koproduktion mit                                                | Ausstrahlung von                                         | Ursprüngliches Netzwerk | Einzelnachweise |
| ------------------ | -------------------------- | ----------------------------------------- | ---------------------------------------------- | --------------------------------------------------------------- | -------------------------------------------------------- | ----------------------- | --------------- |
| seit November 2019 | Harley Quinn               | Superheld, Action, Krimi, Schwarzer Humor | Justin Halpern, Patrick Schumacker, Dean Lorey | Ehsugadee Productions, DC Entertainment, Warner Bros. Animation | Warner Bros. Television Distribution                     | DC Universe (2019–2020) |                 |
| seit November 2020 | The Flight Attendant       | Thriller, Dramedy, Mystery                | Steve Yockey                                   | Berlanti Productions, Warner Bros. Television                   | Warner Bros. Television Distribution, WarnerMedia Direct | HBO Max                 | [ 20 ] [ 21 ]   |
| TBA                | Pretty                     | N/A                                       | N/A                                            | Warner Bros. Television                                         | N/A                                                      | N/A                     | [ 9 ]           |
| TBA                | America's Sweetheart       | N/A                                       | N/A                                            | Warner Bros. Television                                         | N/A                                                      | N/A                     | [ 6 ]           |
| TBA                | Untitled Doris Day Projekt | N/A                                       | N/A                                            | Berlanti Productions, Warner Bros. Television                   | N/A                                                      | N/A                     | [ 22 ]          |
| 2024               | Role Play                  |                                           |                                                |                                                                 |                                                          |                         |                 |

## Kritiken
| Titel                      | Rotten Tomatoes | Metacritic | Einzelnachweise |
| -------------------------- | --------------- | ---------- | --------------- |
| Harley Quinn               | 94 %            | 82         | [ 23 ] [ 24 ]   |
| The Flight Attendant       | 98 %            | 78         | [ 25 ] [ 26 ]   |
| Pretty                     | N/A             | N/A        |                 |
| America's Sweetheart       | N/A             | N/A        |                 |
| Untitled Doris Day Projekt | N/A             | N/A        |                 |